# Franck Ohandza Zoa
Franck Ohandza Zoa (Ngong, 28. rujna 1991.) kamerunski je nogometaš koji igra na poziciji napadača. Trenutačno je bez kluba.

## Karijera
Na početku nogometne karijere igrao je za Daga Young Stars iz rodnog Ngonga i Ouragan FC iz Yaoundéa. S 19 godina odlazi na Tajland gdje u svojoj prvoj i jedinoj sezoni za Buriram United osvaja prvenstvo, a s 19 golova postaje i najbolji strijelac tajlandske Premier lige. Godine 2011. s istim klubom osvaja tajlandski FA i Liga kup.
Sljedeće godine potpisuje za njemačkog drugoligaša SpVgg Greuther Fürth za koji nije upisao nijedan nastup zbog teške ozljede. Tek na jesen 2013. godine počinje igrati za grčkog drugoligaša Iraklis Psachna gdje nastupa u 20 utakmica. Sljedeće sezone priključuje se NK Sesvete. Za Sesvete u 22 utakmice postiže 15 pogodaka što mu omogućava transfer u splitski Hajduk. 
Za reprezentaciju Kameruna do 20 godina odigrao je ukupno 12 utakmica uz 8 pogodaka. S reprezentacijom je nastupio na Svjetskom prvenstvu 2011. godine u Kolumbiji.
Statistika u Hajduku
| Natjecanje        | Nastupi | Zgoditci |
| ----------------- | ------- | -------- |
| Prvenstvo         | 50      | 18       |
| Kup               | 2       | 1        |
| Superkup          | 0       | 0        |
| Međunarodne       | 16      | 7        |
| Splitski podsavez | 0       | 0        |
| Ukupno            | 68      | 26       |
| Prijateljske      | 14      | 5        |
| Sveukupno         | 82      | 31       |

## Vanjske poveznice
- Profil na soccerway.com
- Profil na transfermarkt.de